# IATA空港コードの一覧/B
IATA空港コードの一覧: A - B - C - D - E - F - G - H - I - J - K - L - M - N - O - P - Q - R - S - T - U - V - W - X - Y - Z

## B
この一覧では次のような形式で羅列する。
- IATAコード（ICAOコード）- 空港名 - 空港の所在地

### BA
- BAA (AYBL) – ビアラ空港 – ビアラ、パプアニューギニア
- BAB (KBAB) – ビール空軍基地 – カリフォルニア州メアリーズビル、アメリカ合衆国
- BAD (KBAD) – バークスデール空軍基地 – ルイジアナ州ボージャーシティ、アメリカ合衆国
- BAF (KBAF) – バーンズ市営空港 – マサチューセッツ州ウェストフィールド / スプリングフィールド、アメリカ合衆国
- BAG (RPUB) – ロアカン空港（英語版） – バギオ / ルソン島、フィリピン共和国
- BAH (OBBI) – バーレーン国際空港 – ムハッラク、バーレーン王国
- BAK (KBAK) – コロンバス市営空港 – インディアナ州コロンバス、アメリカ合衆国
- BAL (LTCJ) – バトマン空港（英語版） – バトマン、トルコ共和国
- BAM (KBAM) – バトル・マウンテン空港（英語版） – ネバダ州バトル・マウンテン、アメリカ合衆国
- BAQ (SKBQ) – エルネスト・コルティソス国際空港 – バランキヤ、コロンビア共和国
- BAS（AGGE）– バララエ空港 – バラレ島、ソロモン諸島
- BAT (SBBT) – Chafei Amsei 空港 – バレトス、ブラジル連邦共和国
- BAU (SBBU) – バウル空港 – バウル、ブラジル連邦共和国
- BAX (UNBB) – バウナウル空港（英語版） – バルナウル、ロシア連邦
- BAX (KBAX) – ヒューロン郡記念空港 – ミシガン州バッドアクス、アメリカ合衆国
- BAY (LRBM) – Baia Mare 空港 – バイア・マーレ、ルーマニア
- BAZ (KBAZ) – ニューブローンフェルズ市営空港 – テキサス州ニューブローンフェルズ、アメリカ合衆国

### BB
- BBB (KBBB) – ベンソン市営空港 – ミネソタ州ベンソン、アメリカ合衆国
- BBD (KBBD) – Curtis Field – テキサス州Brady、アメリカ合衆国
- BBG（NGTU）– ブタリタリ空港（英語版） – ブタリタリ、キリバス
- BBI (VEBS) – ビジュー・パトナイク国際空港 – ブヴァネーシュヴァル、インド
- BBK (FBKE) – カサネ国際空港（英語版） – カサネ、ボツワナ共和国
- BBO (HCMI) - ベルベラ空港 - ベルベラ、ソマリランド
- BBP (EGHJ) – Bembridge空港 – Bembridge、イギリス
- BBT (FEFT) – ベルベラティ空港（英語版） – ベルベラティ、中央アフリカ共和国
- BBU (LRBS) – アウレル・ヴライク国際空港 – ブカレスト、ルーマニア
- BBW (KBBW) – Broken Bow 市営空港 – ネブラスカ州Broken Bow、アメリカ合衆国
- BBX (KLOM) – Wings Field – ペンシルベニア州フィラデルフィア、アメリカ合衆国
- BBY (FEFM) – バンバリ空港（英語版） – バンバリ、中央アフリカ共和国

### BC
- BCB (KBCB) – VirginiaTech/Montgomery エグゼクティブ空港 – バージニア州ブラックスバーグ、アメリカ合衆国
- BCD (RPVB) – Bacolod City Domestic 空港 – バコロド、フィリピン共和国
- BCE (KBCE) – ブライス・キャニオン空港 – ユタ州ブライスキャニオン、アメリカ合衆国
- BCI (YBAR) – Barcaldine 空港 – クィーンズランド州Barcaldine、オーストラリア連邦
- BCK (KBCK) – ブラックリバーフォールズ地域空港 – ウィスコンシン州ブラックリバーフォールズ、アメリカ合衆国
- BCM (LRBC) – Bacau 国際空港 – バカウ、ルーマニア
- BCN (LEBL) – バルセロナ空港 – El Prat de Llobregat（バルセロナ近郊）、スペイン
- BCT (KBCT) – ボカラトン空港 – フロリダ州ボカラトン、アメリカ合衆国
- BCU – バウチ空港 – バウチ、ナイジェリア連邦共和国
- BCV (PABV) – Birchwood 空港 – アラスカ州Birchwood、アメリカ合衆国

### BD
- BDA (TXKF) – バミューダ国際空港 – Ferry Reach（ハミルトン近郊）、バミューダ諸島
- BDE (KBDE) – ボーデット国際空港 – ミネソタ州ボーデット、アメリカ合衆国
- BDG (KBDG) – ブランディング市営空港 – ユタ州ブランディング、アメリカ合衆国
- BDJ (WAOO) – Syamsudin Noor 空港 – バンジャルマシン、インドネシア共和国
- BDL (KBDL) – ブラッドレー国際空港 – コネチカット州ウィンザーロックス（ハートフォード近郊）、アメリカ合衆国
- BDO (WICC) – Hussein Sastranegara 空港 – バンドン、インドネシア共和国
- BDQ (VABO) – ヴァドダラ空港 – ヴァドダラ、インド
- BDR (KBDR) – Igor I. Sikorsky 記念空港 – コネチカット州ブリッジポート、アメリカ合衆国
- BDS (LIBR) – Casale 空港 – ブリンディジ、イタリア共和国
- BDU (ENDU) – Bardufoss 空港 – Bardufoss、ノルウェー王国
- BDV（FZRB） – Moba空港 – Moba、コンゴ民主共和国
- BDX (KBDX) – Broadus 空港 – モンタナ州Broadus、アメリカ合衆国
- BDY – バンドン州立空港 – オレゴン州バンドン、アメリカ合衆国

### BE
- BEC (KBEC) – Beech Factory 空港 – カンザス州ウィチタ、アメリカ合衆国
- BED (KBED) – Laurence G. Hanscom Field – マサチューセッツ州ベドフォード、アメリカ合衆国
- BEG (LYBE) – ベオグラード・ニコラ・テスラ空港 – ベオグラード、セルビア共和国
- BEH (KBEH) – サウスウエストミシガン地域空港 – ミシガン州ベントンハーバー、アメリカ合衆国
- BEI (HABE) – Beica 空港 – Beica、エチオピア連邦民主共和国
- BEL (SBBE) – Val De Caes 国際空港 – ベレン、ブラジル連邦共和国
- BEN (HLLB) – ベニナ空港 – ベンガジ、リビア
- BER (EDDB) – ベルリン・ブランデンブルク国際空港 – ベルリン、ドイツ連邦共和国
- BES (LFRB) – ブルターニュ空港 – ブレスト、フランス共和国
- BET (PABE) – ベテル空港 – アラスカ州ベテル、アメリカ合衆国
- BEW (FQBR) – ベイラ国際空港 – ベイラ、モザンビーク共和国
- BEY (OLBA) – ラフィク・ハリリ国際空港 – ベイルート、レバノン共和国

### BF
- BFA (KBFA) – Boyne Mountain 空港 – ミシガン州ボインフォールズ、アメリカ合衆国
- BFD (KBFD) – ブラッドフォード地域空港 – ペンシルベニア州ブラッドフォード、アメリカ合衆国
- BFE (KBFE) – テリー郡空港 – テキサス州ブラウンフィールド、アメリカ合衆国
- BFF (KBFF) – ウエスタンネブラスカ地域空港（William B. Heilig Field）– ネブラスカ州スコッツブラフ、アメリカ合衆国
- BFI (KBFI) – キング郡国際空港 – ワシントン州シアトル、アメリカ合衆国
- BFK (KBFK) – バッファロー町営空港 – オクラホマ州バッファロー、アメリカ合衆国
- BFL (KBFL) – Meadows Field – カリフォルニア州ベーカーズフィールド、アメリカ合衆国
- BFM (KBFM) – モービルダウンタウン空港 – アラバマ州モービル、アメリカ合衆国
- BFN (FABL) – ブルームフォンテーン国際空港 – ブルームフォンテーン、南アフリカ共和国
- BFR (KBFR) – Virgil I. Grissom 市営空港 – インディアナ州ベッドフォード、アメリカ合衆国
- BFS (EGAA) – ベルファスト国際空港 – ベルファスト、イギリス
- BFW (KBFW) – シルバーベイ市営空港 – ミネソタ州シルバーベイ、アメリカ合衆国

### BG
- BGA (SKBG) – Palonegro 空港 – ブカラマンガ、コロンビア共和国
- BGD (KBGD) – Hutchinson 郡空港 – テキサス州Borger、アメリカ合衆国
- BGE (KBGE) – Decatur County Industrial Air Park – ジョージア州ベインブリッジ、アメリカ合衆国
- BGF (KBGF) – ウィンチェスター市営空港 – テネシー州ウィンチェスター、アメリカ合衆国
- BGF (FEFF) – バンギ・ムポコ国際空港 – バンギ、中央アフリカ共和国
- BGI (TBPB) – グラントレー・アダムス国際空港 – クライストチャーチ、バルバドス
- BGM (KBGM) – Greater Binghamton 空港 – ニューヨーク州ビンガムトン、アメリカ合衆国
- BGO (ENBR) – ベルゲン空港 – ベルゲン、ノルウェー王国
- BGQ – Big Lake 空港 – アラスカ州Big Lake、アメリカ合衆国
- BGR (KBGR) – バンガー国際空港 – メイン州バンガー、アメリカ合衆国
- BGU (FEFG) – Bangassou 空港 – バンガスー、中央アフリカ共和国
- BGW (ORBI) – バグダード国際空港 – バグダード、イラク共和国
- BGY (LIME) – ベルガモ・オーリオ・アル・セーリオ空港 – ベルガモ（ミラノ近郊）、イタリア共和国
- BGZ (LPBR) – ブラガ空港（英語版） – ブラガ、ポルトガル共和国

### BH
- BHB (KBHB) – ハンコック郡・バーハーバー空港 – メイン州バーハーバー、アメリカ合衆国
- BHC (KBHC) – Baxley 市営空港 – ジョージア州バクスレー、アメリカ合衆国
- BHD (EGAC) – ジョージ・ベスト・ベルファスト・シティ空港 – ベルファスト、イギリス
- BHE (NZWB) – ウッドボーン空港 – Blenheim、ニュージーランド
- BHK (KBHK) – ベーカー市営空港 – モンタナ州ベーカー、アメリカ合衆国
- BHK (UTSB) – ブハラ空港 – ブハラ、ウズベキスタン共和国
- BHM (KBHM) – バーミングハム＝シャトルズワース国際空港 – アラバマ州バーミングハム、アメリカ合衆国
- BHO (VABP) – ボパール空港 – ボパール、インド
- BHQ (YBHI) – ブロークンヒル空港（英語版） – ブロークンヒル、オーストラリア連邦
- BHV (OPBW) – バハワルプール空港 – バハワルプール、パキスタン・イスラム共和国
- BHX (EGBB) – バーミンガム国際空港 – バーミンガム、イギリス

### BI
- BIA (LFKB) – Poretta 空港 – バスティア、フランス共和国
- BID (KBID) – ブロック島州立空港 – ロードアイランド州ブロック島、アメリカ合衆国
- BIE (KBIE) – ベアトリス市営空港 – ネブラスカ州ベアトリス、アメリカ合衆国
- BIF (KBIF) – Biggs 陸軍飛行場 – テキサス州エルパソ / フォートブリス、アメリカ合衆国
- BIG (PABI) – Allen 陸軍飛行場 – アラスカ州Fort Greely、アメリカ合衆国
- BIH (KBIH) – Eastern Sierra 地域空港 – カリフォルニア州ビショップ、アメリカ合衆国
- BIL (KBIL) – ビリングス・ローガン国際空港 – モンタナ州ビリングス、アメリカ合衆国
- BIM (MYBS) – South Bimini 空港 – ビミニ、バハマ国
- BIO (LEBB) – ビルバオ空港 – ビルバオ、スペイン
- BIQ (LFBZ) – ビアリッツ＝アングレット＝バイヨンヌ空港 – ビアリッツ / バイヨンヌ、フランス共和国
- BIS (KBIS) – ビスマーク市営空港 – ノースダコタ州ビスマーク、アメリカ合衆国
- BIV (KBIV) – チューリップシティ空港 – ミシガン州ホーランド、アメリカ合衆国
- BIX (KBIX) – キースラー空軍基地 – ミシシッピ州ビロクシ、アメリカ合衆国

### BJ
- BJC (KBJC) – ジェフコ空港 – コロラド州デンバー、アメリカ合衆国
- BJF (ENBS) – ボツフィヨール空港（英語版） – ボツフィヨール、フィンマルク県、ノルウェー王国
- BJI (KBJI) – ベミッジ地域空港 – ミネソタ州ベミッジ、アメリカ合衆国
- BJJ (KBJJ) – ウェイン郡空港 – オハイオ州ウースター、アメリカ合衆国
- BJL (GBYD) – バンジュール国際空港 – バンジュール、ガンビア共和国
- BJM (HBBA) – ブジュンブラ国際空港 – ブジュンブラ、ブルンジ
- BJS – すべての空港 – 北京、中華人民共和国
- BJX (MMLO) – グアナフアト国際空港 – グアナフアト州レオン、メキシコ合衆国
- BJZ (LEBZ) – Talavera La Real 空港 – バダホス、スペイン

### BK
- BKD (KBKD) – Stephens 郡空港 – テキサス州ブラッケンリッジ、アメリカ合衆国
- BKE (KBKE) – ベーカーシティ市営空港 – オレゴン州ベーカーシティ、アメリカ合衆国
- BKF (KBKF) – バックリィ空軍基地 – コロラド州Aurora、アメリカ合衆国
- BKH (PHBK) – 太平洋ミサイル試射場 – Kekaha, Hawaii、アメリカ合衆国
- BKI (WBKK) – コタキナバル国際空港 – サバ州コタキナバル、マレーシア
- BKL (KBKL) – クリーブランド・バーク・レイクフロント空港 – オハイオ州クリーブランド、アメリカ合衆国
- BKK (VTBS) – スワンナプーム国際空港 – バンコク、タイ王国
- BKO (GABS) – バマコ・セヌー国際空港 – バマコ、マリ共和国
- BKS (KBKS) – ブルックス郡空港 – テキサス州Falfurrias、アメリカ合衆国
- BKT (KBKT) – Allen C. Perkinson 空港 / ブラックストーン陸軍飛行場 – バージニア州ブラックストーン、アメリカ合衆国
- BKV (KBKV) – Hernando 郡空港 – フロリダ州ブルックスビル、アメリカ合衆国
- BKW (KBKW) – ローリー郡記念空港 – ウェストバージニア州ベックリー、アメリカ合衆国
- BKX (KBKX) – ブルッキングズ市営空港 – サウスダコタ州ブルッキングズ、アメリカ合衆国

### BL
- BLA (SVBC) – General Jose Antonio Anzoategui 国際空港 – バルセロナ、ベネズエラ・ボリバル共和国
- BLF (KBLF) – Mercer 郡空港 – ウェストバージニア州ブルーフィールド、アメリカ合衆国
- BLG – ベルーガ空港 – アラスカ州ベルーガ、アメリカ合衆国
- BLG (WBGC) – ブラガ空港 – サラワク州ブラガ、マレーシア
- BLH (KBLH) – ブライス空港 – カリフォルニア州ブライス、アメリカ合衆国
- BLI (KBLI) – ベリンガム国際空港 – ワシントン州ベリンガム、アメリカ合衆国
- BLK (EGNH) – ブラックプール国際空港 – ブラックプール、イギリス
- BLL (EKBI) – ビルン空港 – Billund、デンマーク王国
- BLM (KBLM) – モンマスエグゼクティブ空港 – ニュージャージー州ベルマー/ファーミンデール、アメリカ合衆国
- BLQ (LIPE) – ボローニャ空港 – ボローニャ、イタリア共和国
- BLR (VOBG) – HAL バンガロール空港 – バンガロール、インド
- BLU (KBLU) – Blue Canyon - Nyack 空港 – カリフォルニア州Emigrant Gap、アメリカ合衆国
- BLV (KBLV) – ミッドアメリカ・セントルイス空港 / スコット空軍基地 – イリノイ州ベルビル、アメリカ合衆国
- BLY (EIBT) - ベルマレット飛行場 - ベルマレット、アイルランド
- BLZ (FWCL) – Chilika 国際空港 – ブランタイヤ、マラウイ共和国

### BM
- BMA (ESSB) – ストックホルム・ブロンマ空港 – ストックホルム、スウェーデン王国
- BMC (KBMC) – ブリガムシティー空港 – ユタ州ブリガムシティー、アメリカ合衆国
- BME – ブルーム国際空港 – 西オーストラリア州ブルーム、オーストラリア連邦
- BMG (KBMG) – モンロー郡空港 – インディアナ州ブルーミントン、アメリカ合衆国
- BMI (KBMI) – セントラルイリノイ地域空港 – イリノイ州ブルーミントン、アメリカ合衆国
- BML (KBML) – バーリン市営空港 – ニューハンプシャー州バーリン、アメリカ合衆国
- BMP – ブランプトン島空港 – ブランプトン島、オーストラリア連邦
- BMQ (KBMQ) – バーネット市営空港（Kate Craddock Field）– テキサス州バーネット、アメリカ合衆国
- BMT (KBMT) – ボーモント市営空港 – テキサス州ボーモント、アメリカ合衆国

### BN
- BNA (KBNA) – ナッシュビル国際空港 – テネシー州ナッシュビル、アメリカ合衆国
- BNE (YBBN) – ブリスベン空港 – クィーンズランド州ブリスベン、オーストラリア連邦
- BNG (KBNG) – Banning 市営空港 – カリフォルニア州Banning、アメリカ合衆国
- BNK (YBNA) – バリナ空港 – ニューサウスウェールズ州バリナ、オーストラリア連邦
- BNL (KBNL) – バーンウェル郡空港 – サウスカロライナ州バーンウェル、アメリカ合衆国
- BNN (ENBN) – Brønnøysund Airport, Brønnøy – ヌールラン県Brønnøysund、ノルウェー王国
- BNO (KBNO) – バーンズ市営空港 – オレゴン州バーンズ、アメリカ合衆国
- BNP (OPBN) – バンヌ空港 – バンヌ、パキスタン・イスラム共和国
- BNS (SVBI) – バリナス空港 – バリナス、ベネズエラ・ボリバル共和国
- BNW (KBNW) – ブーン市営空港 – アイオワ州ブーン、アメリカ合衆国
- BNX (LQBK) – バニャ・ルカ国際空港 – バニャ・ルカ、ボスニア・ヘルツェゴビナ

### BO
- BOB (NTTB) – ボラボラ空港 – ボラボラ島、フランス領ポリネシア
- BOD (LFBD) – Bordeaux - Mérignac 空港 – ボルドー/Mérignac、フランス共和国
- BOE (FCOB) – Boundji 空港 – Boundji、コンゴ共和国
- BOG (SKBO) – エルドラド国際空港 – ボゴタ、コロンビア共和国
- BOH (EGHH) – ボーンマス空港 – ボーンマス、イングランド、イギリス
- BOI (KBOI) – ボイシ空港（Gowen Field）– アイダホ州ボイシ、アメリカ合衆国
- BOJ (LBBG) – Burgas 空港 – ブルガス、ブルガリア共和国
- BOK (KBOK) – ブルッキングズ空港 – オレゴン州ブルッキングズ、アメリカ合衆国
- BOM (VABB) – チャトラパティ・シヴァジー国際空港 – ムンバイ、インド
- BON (TNCB) – フラミンゴ国際空港 – ボネール島クラレンダイク、オランダ領アンティル
- BOO (ENBO) – Bodo 空港 – ボードー、ノルウェー王国
- BOS (KBOS) – ジェネラル・エドワード・ローレンス・ローガン国際空港 – マサチューセッツ州ボストン、アメリカ合衆国
- BOW (KBOW) – Bartow 市営空港 – フロリダ州Bartow、アメリカ合衆国
- BOY (DFOO) – ボボ・ディウラッソ空港 – ボボ・ディウラッソ、ブルキナファソ

### BP
- BPG (KBPG) – Big Spring McMahon-Wrinkle 空港 – テキサス州ビッグスプリング、アメリカ合衆国
- BPI (KBPI) – Big Piney-Marbleton 空港 – ワイオミング州Big Piney、アメリカ合衆国
- BPK (KBPK) – オザーク地域空港 – アーカンソー州マウンテンホーム、アメリカ合衆国
- BPN (WALL) – スルターン・アジ・ムハンマド・スレイマン空港 – バリクパパン、インドネシア共和国
- BPS (SBPS) – ポルトセグロ空港 – ポルトセグロ、ブラジル連邦共和国
- BPT (KBPT) – サウスイーストテキサス地域空港 – テキサス州ネーデルランド（ボーモント及びポートアーサー近郊）、アメリカ合衆国

### BQ
- BQH (EGKB) – London Biggin Hill 空港 – ロンドン、イギリス
- BQK (KBQK) – ブランズウィック・ゴールデン・アイル空港 – ジョージア州ブランズウィック、アメリカ合衆国
- BQN (TJBQ) – Rafael Hernández 空港 – Aguadilla, Puerto Rico
- BQR (KBQR) – バッファロー・ランカスター空港 – ニューヨーク州ランカスター、アメリカ合衆国
- BQT (UMBB) – ブレスト空港 – ブレスト、ベラルーシ
- BQU (YSBK) – バンクスタウン空港 – シドニー、オーストラリア連邦

### BR
- BRC (SAZS) – サンカルロスデバリロチェ国際空港 – サンカルロスデバリロチェ、アルゼンチン共和国
- BRD (KBRD) – Brainerd Lakes 地域空港 – ミネソタ州ブレイナード、アメリカ合衆国
- BRE (EDDW) – ブレーメン空港 – ブレーメン、ドイツ連邦共和国
- BRI (LIBD) – バーリ国際空港 – バーリ、イタリア共和国
- BRL (KBRL) – サウスイーストアイオワ地域空港 – アイオワ州バーリントン、アメリカ合衆国
- BRM (SVBM) – バルキシメト国際空港 – バルキシメト、ベネズエラ
- BRN (LSZB) – ベルン空港 – ベルン、スイス連邦
- BRO (KBRO) – Brownsville/South Padre Island 国際空港 – テキサス州ブラウンズビル、アメリカ合衆国
- BRQ (LKTB) – Turany 空港 – ブルノ、チェコ共和国
- BRR (EGPR) – バラ空港 – バラ島、イギリス
- BRS (EGGD) – ブリストル国際空港 – イギリス
- BRT (YBTI) – バサースト島空港 – ノーザンテリトリー準州バサースト島、オーストラリア連邦
- BRU (EBBR) – ブリュッセル空港 – ブリュッセル、ベルギー王国
- BRW (PABR) – ウィリー・ポスト＝ウィル・ロジャース記念空港 – アラスカ州バロー、アメリカ合衆国
- BRY (KBRY) – Samuels Field – ケンタッキー州バーズタウン、アメリカ合衆国

### BS
- BSA (HCMF) – Bender Qassim 国際空港 – ボサソ、ソマリア
- BSB (SBBR) – プレジデント・ジュセリノ・クビシェッキ国際空港 – ブラジリア、ブラジル連邦共和国
- BSF (PHSF) – Bradshaw 陸軍飛行場 – ハワイ州Camp Pohakuloa、アメリカ合衆国
- BSG (FGBT) – バタ空港 – リトラル県バタ、赤道ギニア共和国
- BSJ (YBNS) – Bairnsdale 空港 – ビクトリア州Bairnsdale、オーストラリア連邦
- BSK (DAUB) – Biskra 空港 – Biskra、アルジェリア民主人民共和国
- BSL (LFSB) – ユーロエアポート・バーゼル＝ミュールーズ空港 – バーゼル、スイス連邦 –（また MLH ミュルーズ、フランス共和国）
- BST (KBST) – ベルファスト市営空港 – メイン州ベルファスト、アメリカ合衆国

### BT
- BTC (VCCB) – バッティカロア空港 – バッティカロア、スリランカ民主社会主義共和国
- BTF (KBTF) – スカイパーク空港 – ユタ州バウンティフル、アメリカ合衆国
- BTI (PABA) – バーター島 LRRS – アラスカ州バーター島、アメリカ合衆国
- BTL (KBTL) – W. K. Kellogg 空港 – ミシガン州バトルクリーク、アメリカ合衆国
- BTM (KBTM) – Bert Mooney 空港 – モンタナ州ビュート、アメリカ合衆国
- BTN (KBTN) – Britton 市営空港 – サウスダコタ州Britton、アメリカ合衆国
- BTP (KBTP) – バトラー郡空港（K.W. Scholter Field）– ペンシルベニア州バトラー、アメリカ合衆国
- BTR (KBTR) – バトンルージュ・メトロポリタン空港 – ルイジアナ州バトンルージュ、アメリカ合衆国
- BTS (LZIB) – ブラチスラヴァ空港 – ブラチスラヴァ、スロヴァキア共和国
- BTT (PABT) – ベテルス空港 – アラスカ州ベテルス、アメリカ合衆国
- BTU (WBGB) – ビントゥル空港 – サラワク州ビントゥル、マレーシア
- BTV (KBTV) – バーリントン国際空港 – バーモント州バーリントン、アメリカ合衆国
- BTY (KBTY) – Beatty 空港 – ネバダ州Beatty、アメリカ合衆国

### BU
- BUA (AYBK) – Buka Island 空港 – ブカ島、パプアニューギニア独立国
- BUB (KBUB) – Cram Field – ネブラスカ州バーウェル、アメリカ合衆国
- BUC (YBKT) – バークタウン空港 – クィーンズランド州バークタウン、オーストラリア連邦
- BUD (LHBP) – フェレンツ・リスト国際空港 – ブダペスト、ハンガリー共和国
- BUE – すべての空港 – ブエノスアイレス、アルゼンチン共和国
- BUF (KBUF) – バッファロー・ナイアガラ国際空港 – ニューヨーク州バッファロー、アメリカ合衆国
- BUG (FNBG) – Benguela 空港 – ベンゲラ、アンゴラ共和国
- BUH – すべての空港 – ブカレスト、ルーマニア
- BUI (WAJB) – Bokondini 空港 – Bokondini、インドネシア共和国
- BUJ (DAAD) – Ain Eddis 空港 – Boussaada、アルジェリア民主人民共和国
- BUK – Albuq 空港 – Albuq、イエメン共和国
- BUL – Bulolo 空港 – Bulolo、パプアニューギニア独立国
- BUM (KBUM) – Butler Memorial 空港 – ミズーリ州バトラー、アメリカ合衆国
- BUN (SKBU) – Gerardo Tobar López 空港 – Buenaventura、コロンビア共和国
- BUO (HCMV) – ブラオ空港 – ブラオ、ソマリランド
- BUP (VIBT) – Bhisiana 空軍基地 – Bathinda、インド
- BUQ (FVBU) – Joshua Mqabuko Nkomo 国際空港 – Bulawayo、ジンバブエ共和国
- BUR (KBUR) – ハリウッド・バーバンク空港 – カリフォルニア州バーバンク（ロサンゼルス近郊）、アメリカ合衆国
- BUS (UGSB) – バトゥミ空港 – バトゥミ、ジョージア
- BUT – バートンウッド空港（旧 RAF Burtonwood）– バートンウッド、イングランド、イギリス
- BUU – Buyo 空港 – Buyo, Côte d'Ivoire、コートジボワール共和国
- BUV (SUBU) – Bella Union 空港 – Bella Union, Uraguay、ウルグアイ東方共和国
- BUW (WAAB) – Baubau 空港 – Baubau、インドネシア共和国
- BUX (FZKA) – Bunia 空港 – Bunia、コンゴ民主共和国
- BUY (KBUY) – Burlington-Alamance 地域空港 – ノースカロライナ州バーリントン、アメリカ合衆国
- BUY (YBUN) – バンバリー空港 – 西オーストラリア州バンバリー、オーストラリア連邦
- BUZ (OIBB) – Bushehr 空港 – ブーシェフル、イラン・イスラム共和国

### BV
- BVA (LFOB) – パリ・ボーヴェ空港 – ボーヴェ、フランス共和国
- BVB (SBBV) – ボアビスタ空港 – ボアビスタ、ブラジル連邦共和国
- BVI (KBVI) – ビーバー郡空港 – ペンシルベニア州ビーバーフォールズ、アメリカ合衆国
- BVI (YBDV) – バーズビル空港 – クィーンズランド州バーズビル、オーストラリア連邦
- BVK – バックランド空港 – アラスカ州バックランド、アメリカ合衆国
- BVN (KBVN) – アルビオン市営空港 – ネブラスカ州アルビオン、アメリカ合衆国
- BVO (KBVO) – バートルズビル市営空港 – オクラホマ州バートルズビル、アメリカ合衆国
- BVS (KBVS) – Skagit 地域空港 – ワシントン州バーリントン & バーノン、アメリカ合衆国
- BVX (KBVX) – ベイツビル地域空港 – アーカンソー州ベイツビル、アメリカ合衆国
- BVY (KBVY) – ビバリー市営空港 – マサチューセッツ州ビバリー、アメリカ合衆国

### BW
- BWA (VNBW) – Bhairawa 空港 – Bhairawa、ネパール王国
- BWC (KBWC) – Brawley 市営空港 – カリフォルニア州Brawley、アメリカ合衆国
- BWD (KBWD) – ブラウンウッド地域空港 – テキサス州ブラウンウッド、アメリカ合衆国
- BWE (EDVE) – Braunschweig-Wolfsburg 地域空港 – ブラウンシュヴァイク、ドイツ連邦共和国
- BWF (EGNL) – Barrow/Walney Island 飛行場 – カンブリア州Barrow-in-Furness、イギリス
- BWG (KBWG) – Bowling Green-Warren County Regional 空港 – ケンタッキー州ボウリンググリーン、アメリカ合衆国
- BWI (KBWI) – Baltimore/Washington International Thurgood Marshall 空港 – メリーランド州ボルチモア及びワシントンD.C.の間、アメリカ合衆国
- BWM (KBPP) – ボーマン市営空港 – ノースダコタ州ボーマン、アメリカ合衆国
- BWN (WBSB) – ブルネイ国際空港 – バンダルスリブガワン、ブルネイ・ダルサラーム国
- BWP (KBWP) – Harry Stern 空港 – ノースダコタ州ウォーペトン、アメリカ合衆国

### BX
- BXA (KBXA) – George R. Carr Memorial Air Field – ルイジアナ州ボーガルーサ、アメリカ合衆国
- BXG (KBXG) – Burke 郡空港 – ジョージア州ウェインズボロ、アメリカ合衆国
- BXK (KBXK) – Buckeye 町営空港 – アリゾナ州バックアイ、アメリカ合衆国
- BXO – Buochs 空港 – Buochs、スイス連邦
- BXS (KBXS) – ボレゴスプリングス空港 – カリフォルニア州ボレゴスプリングス、アメリカ合衆国
- BXU (RPME) – バンカシ空港 – ブトゥアン、フィリピン共和国

### BY
- BYA – Boundary 空港 – Boundary, Alaska、アメリカ合衆国
- BYG (KBYG) – ジョンソン郡空港 – ワイオミング州バッファロー、アメリカ合衆国
- BYH (KBYH) – アーカンソー国際空港 – アーカンソー州ブライスビル、アメリカ合衆国
- BYI (KBYI) – Burley 市営空港 – アイダホ州Burley、アメリカ合衆国
- BYK (DIBK) – Bouake 空港 – Bouake、コートジボワール共和国
- BYS (KBYS) – Bicycle Lake 陸軍飛行場（Fort Irwin）– カリフォルニア州Barstow、アメリカ合衆国
- BYU (EDQD) – Bindlacher Berg 空港 – バイロイト、ドイツ連邦共和国
- BYY (KBYY) – ベイシティ市営空港 – テキサス州ベイシティ、アメリカ合衆国

### BZ
- BZE (MZBZ) – フィリップス・S・W・ゴールドソン国際空港 – Ladyville（ベリーズシティの北西）、ベリーズ
- BZG (EPBD) – ブィドゴシュチュ・イグナツィ・ヤン・パデレフスキ空港 – ブィドゴシュチュ、ポーランド共和国
- BZL (VGBR) – Barisal 空港 – Barisal、バングラデシュ人民共和国
- BZN (KBZN) – Gallatin Field 空港 – モンタナ州ボーズマン、アメリカ合衆国
- BZO (LIPB) – Bozen-Bolzano 空港 – ボルツァーノ、イタリア共和国
- BZR (LFMU) – Béziers Vias 空港 – Béziers、フランス共和国
- BZV (FCBB) – マヤマヤ空港 – ブラザヴィル、コンゴ共和国
- BZZ (EGVN) – ブライズ・ノートン空軍基地 – オックスフォードシャー、イギリス